# Saint-Martin-de-Goyne
 Saint-Martin-de-Goyne  (en occitano Sent Martin de Güeina) es una población y comuna francesa, ubicada en la región de Mediodía-Pirineos, departamento de Gers, en el distrito de Condom y cantón de Lectoure.

## Demografía
| 170 | 138 | 147 | 117 | 117 | 109 |
| Para los censos de 1962 a 1999 la población legal corresponde a la población sin duplicidades (Fuente: INSEE [Consultar]) |     |     |     |     |     |